# 顧國慧
顧國慧（英語：Sabina Koo Kwok-wai），前香港灣仔區議會軒尼詩選區議員及前灣仔起步成員。

## 政治生涯

### 踏足政治
2019年反對逃犯條例修訂草案運動發生，多名未曾參選的政治素人計參選某些未有民主派參選的「白區」，顧國慧是其中一員。

### 參選區議會
顧國慧加入由灣仔區議會大坑選區區議員楊雪盈於2019年香港區議會選舉成立新的民主派地區組織「灣仔起步」，並參選軒尼詩選區，最终以1,373票撃敗時任區議員鄭其建的助理夏希諾（獲845票）及獨立建制派黃守東（獲1033票），成功當選。

## 外部連結
- 灣仔區議會 - 灣仔區議會議員資料 顧國慧女士 （页面存档备份，存于）
- 顧國慧Facebook專頁

| 議會席位      | 議會席位                                                 | 議會席位 |
| ------------- | -------------------------------------------------------- | -------- |
| 前任： 鄭其建 | 灣仔區議會 軒尼詩選區區議員 2020年1月1日－2023年12月31日 | 現任     |